# Rainmaker (Emmelie de Forest)
Rainmaker è un singolo di Emmelie de Forest, pubblicato il 21 febbraio 2014 in Europa.